# Svetlana Vargànova
Svetlana Vargànova   (Sant Petersburg, 19 de novembre de 1964) és una nedadora russa, ja retirada, especialista en braça, que va competir sota bandera de la Unió Soviètica durant les dècades de 1970 i 1980.
El 1980 va prendre part en els Jocs Olímpics d'Estiu de Moscou, on va guanyar la medalla de plata en la prova dels 200 metres braça del programa de natació.
En el seu palmarès també destaquen dues medalles en el Campionat del Món de natació de 1982, d'or en els 200 metres braça i de plata en els 4x100 metres estils. A nivell nacional guanyà el campionat soviètic dels 100 metres braça de 1982. El 1979 va establir un rècord mundial en els 200 metres braça.
Una vegada retirada va exercir d'entrenadora de natació a Sant Petersburg. L'abril de 2023 va ser arrestada a la Índia per tràfic de drogues.